# Élő társasjáték
Az élő társasjáték egy olyan kooperatív szórakozási és csapatépítési forma, ahol a résztvevőknek egy célt kell elérniük az adott játék szabályait betartva. A játék teljes mértékben a valóságban, vagyis élőben játszódik: a játékosok együtt vannak a helyszínen, használhatják a berendezési tárgyak nagy részét és együttes logikai csapatmunkával kell a célig eljutniuk. A klasszikus társasjátékkal ellentétben itt nem az egymással versengésen, hanem csapatmunkán van a hangsúly. A győzelem logikai, asszociációs, néhol stratégiai és ügyességi feladatok megoldásán alapul.
A klasszikus táblás társasjátékkal ellentétben itt nem bábuk jelképezik a játékosokat, hanem ők, saját maguk vesznek részt a játékban.
Az élő társasjáték a szerepjátékok világát, a klasszikus táblás társasjátékok és a számítógépes játékok feladatait és küldetéseit ötvözi egy interaktív csapatépítő játékban. A program meghatározott ideig tart, minimum két, maximum nyolc fő szükséges hozzá (egyes játékok létszámigénye más lehet).

## Története
Az élő társasjáték egy újfajta csapatépítési forma, a kijutós és szabadulójátékok új generációja és egyben továbbfejlesztett változata. Magyarország első élő társasjátékát a PLAY! készítette 2014 márciusában Hasfelmetsző Jack – Az utolsó vágás címmel, illetve 2014 augusztusában nyitott meg az átalakult Da Vinci Titkai, mely az ezt megelőző évben elnyerte az egyik legjobb szabadulós játék címet. Rá egy évre nyitott meg a Drakua & Frankenstein élő társasjáték.
A játékok témaválasztása, játékmenete, a szoba kialakítása és atmoszférája különbözteti meg őket a szabadulós játékoktól.

## A játék
- A játék tematikája:

1. Valóságon alapuló történet: viszonylag történelem hű, igyekszik egy történelmi eseményt vagy időszakot realisztikusan bemutatni mind a háttér-információkban, mind a berendezésben; ellenben a játék gördülékenységéért apró változtatások megengedhetőek benne
2. Fiktív történet: teljes mértékben kitalált, nem valós eseményeken alapuló kerettörténettel rendelkezik

- Játéktér: Egy vagy több, hitelesen berendezett szobában zajlik a játék. A program teljes mértékben az interaktivitáson alapul: a játékosok szinte minden berendezési tárgyat felhasználhatnak ahhoz, hogy a céljukat és egyéni küldetéseiket elérjék. Ezek mellett egyedi kialakítású eszközökkel, korabeli tárgyakkal is találkozhatnak.
- A játék menete:  A program meghatározott ideig tart (90 vagy 60 perc). Még a játék előtt ismertetik a szervezők a szabályokat, tiltásokat, fontosabb tudnivalókat, ezután kezdődik a tényleges játék. A játékosok a társasjáték idejére más és más karaktereket alakítanak, akik különböző képességekkel rendelkeznek. Ezeket az adottságokat szükséges használniuk ahhoz, hogy megoldják a feladatokat, illetve egyéni feladataikat.

## Csapatépítés és flow-élmény
A feladatsorok általában egymásból következnek, a szerencsefaktort kizárják a játékból, vagyis véletlenszerűen nem lehet rájönni egy-egy feladatrészre. Emiatt nevezhető indoor csapatépítő játéknak, hiszen egy beltéri játéktérben kell összedolgozniuk a játékosoknak a végső cél eléréséhez.
A játékosok elfeledik erre az időre az igazi énjüket, elmerülnek a feladatok megoldásában, az egymással való együttműködésben, átadják magukat a folyamatnak, és elveszítik időérzéküket – vagyis átélik a flow-élményt.